# Xinmi
Xinmi (新密 ; pinyin : Xīnmì) est une ville de la province du Henan en Chine. C'est une ville-district placée sous la juridiction administrative de la ville-préfecture de Zhengzhou.

## Démographie
La population du district était de 740 435 habitants en 1999.